# Sint-Johanneskerk (Wernigerode)
De Sint-Johanneskerk (Duits: Sankt-Johannis-Kirche) is een evangelisch kerkgebouw in de Duitse stad Wernigerode (Saksen-Anhalt). De Sint-Johanneskerk is de oudste bewaard gebleven kerk van de stad.

## Geschiedenis
In de 13e eeuw vormde zich door de vestiging van nieuwe bewoners uit omliggende dorpen aan de rand van Wernigerode een nieuwe nederzetting, de zogenaamde Neustadt. Aan de noordwestelijke rand van dit nieuwe stadsdeel werd de Johanneskerk als parochiekerk gebouwd. De kerk werd in 1279 voltooid en gewijd door bisschop Volrad von Halberstadt. Van de oorspronkelijke romaanse bouw dateren de westelijke toren en het zuidelijke dwarsschip nog van de ontstaansperiode.
Het romaanse kerkschip werd in de 15e eeuw tot een drieschepige hallenkerk verbouwd. In de 19e eeuw volgde voor de gehele kerk een uitgebreide restauratie die in 1885 werd afgesloten.
De kerk werd bij bombardementen op de stad op 22 februari 1944 beschadigd. Getroffen werden dak, koor en alle ramen van de kerk waaronder de gebrandschilderde ramen van het koor. Na de oorlog volgden noodreparaties. Vanaf 1970 werden belangrijke maatregelen getroffen. Hierbij werden o.a. het dichtgemetselde westelijke portaal heropend en de benedenruimte van de toren gerenoveerd. In de jaren 90 werden de benedenverdieping van de toren met het kerkinterieur verbonden en het dak van de toren en het koor vernieuwd.

## Interieur
Naast het tweezijdige gotische vleugelaltaar uit het jaar 1415 dat herhaaldelijk werd gerestaureerd, is met name de kansel uit 1600-1615 vermeldenswaard. Aan de zuidelijke wand van het koor bevindt zich een beeld van Johannes de Doper met kruisstaf en boek (circa 1500). Het achthoekige doopvont in het koor met o.a. een voorstelling van de Doop van Christus en een aantal profielen van personen waaronder die van Maarten Luther stamt uit 1569.

## Orgel
In 1568 was er voor het eerst sprake van een orgel in de kerk. Dit orgel werd herhaaldelijk vernieuwd. Bij de neogotische vernieuwing van de kerk in de tweede helft van de 19e eeuw schiep Friedrich Ladegast, een van Duitslands belangrijkste 19e-eeuwse orgelbouwers, een volledig nieuw orgelwerk met neogotische orgelkast.